# Motocross

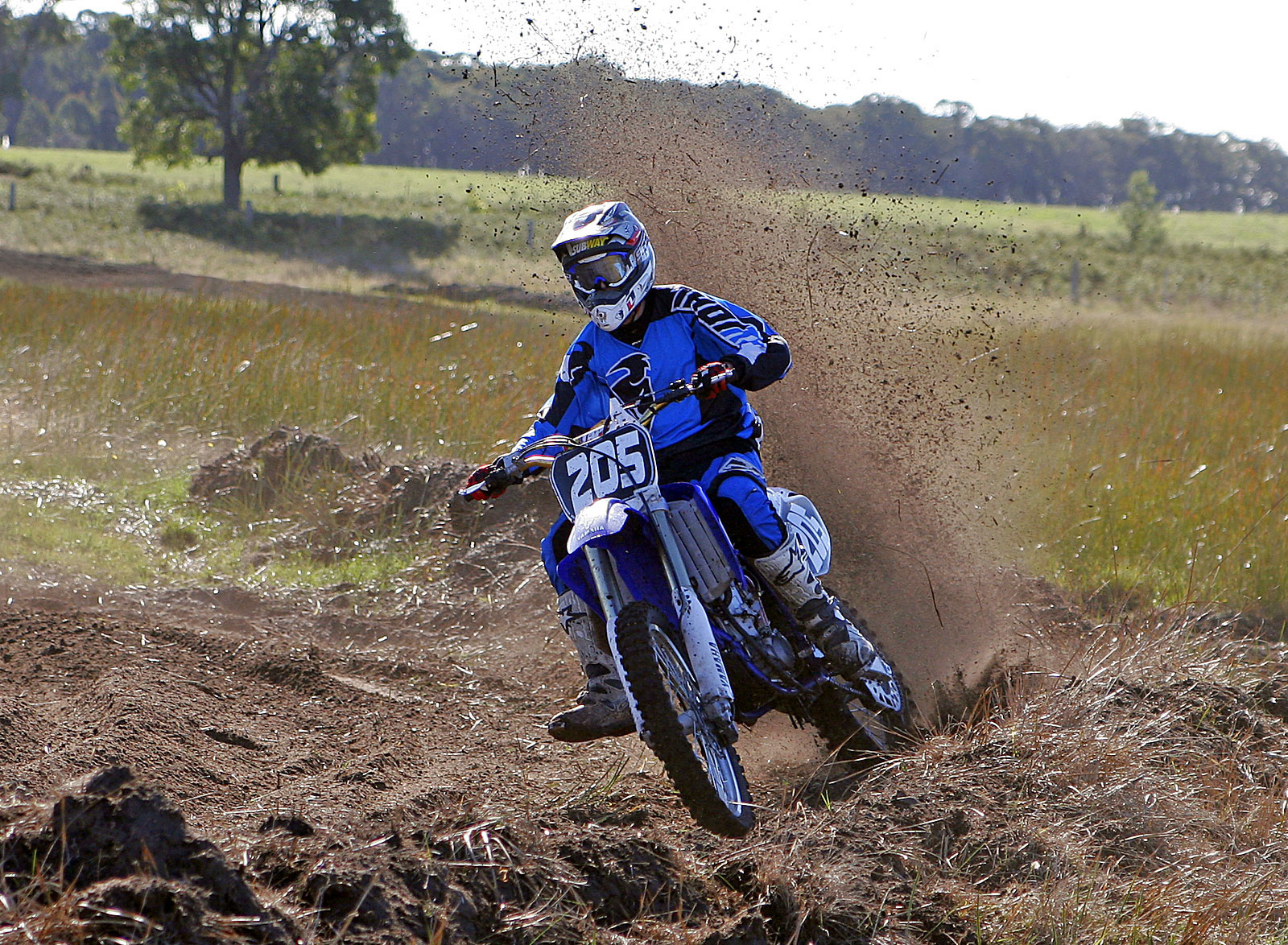
Competidor durante prova na Austrália

O motocross (motocrós, motocrosse), frequentemente abreviado para MX ou MotoX, é uma modalidade desportiva de motovelocidade praticada sobre motocicletas de estilo off-road. Se divide em várias categorias, como: arenacross, trial e enduro. Resumindo,este esporte é uma corrida com vários modelos e tipos de motos.

## Características
Por causa da natureza física do motocross, os pilotos se esforçam fisicamente para absorver choques com seus joelhos, braços, pescoço e tronco. O assento longo e liso (sem degrau) é projetado para permitir que os pilotos desloquem seu peso rapidamente para fornecer mais tração na posição escolhida, o que o torna desconfortável fora de seu uso proposital.
Muitos pilotos modificam suas máquinas para melhor desempenho e para ter o comportamento da moto de acordo com suas próprias preferências ou apenas para a apreciação.
Os competidores frequentemente são classificados de acordo com o tamanho do motor da sua máquina. A classificação comum inclui:
| Classificação Europeia | Classificação Americana                   | Motor 2 tempos | Motor 4 tempos | Notas                                                     |
| ---------------------- | ----------------------------------------- | -------------- | -------------- | --------------------------------------------------------- |
| MX3                    | Motocross/Supercross (450cc)              | 500cc          | 450cc          |                                                           |
| MX1                    | Descontinuado (conhecido como Open Class) | 250cc          | 450cc          |                                                           |
| MX2                    | Motocross Lites/Supercross Lites (125cc)  | 125cc          | 250cc          |                                                           |
| 85BW                   | Supermini                                 | 105cc          | 150cc          | Possuem grande rodas em relação ao chassi (Bigger Wheels) |
| 85SW                   | Mini                                      | 85cc           | 150cc          | Possuem rodas menores (Smaller Wheels)                    |
| 65                     | Mini                                      | 65cc           | 80cc           |                                                           |
| Autos                  | Pee-wee (Piuí)                            | 45cc           | 60cc           |                                                           |

## Demandas físicas

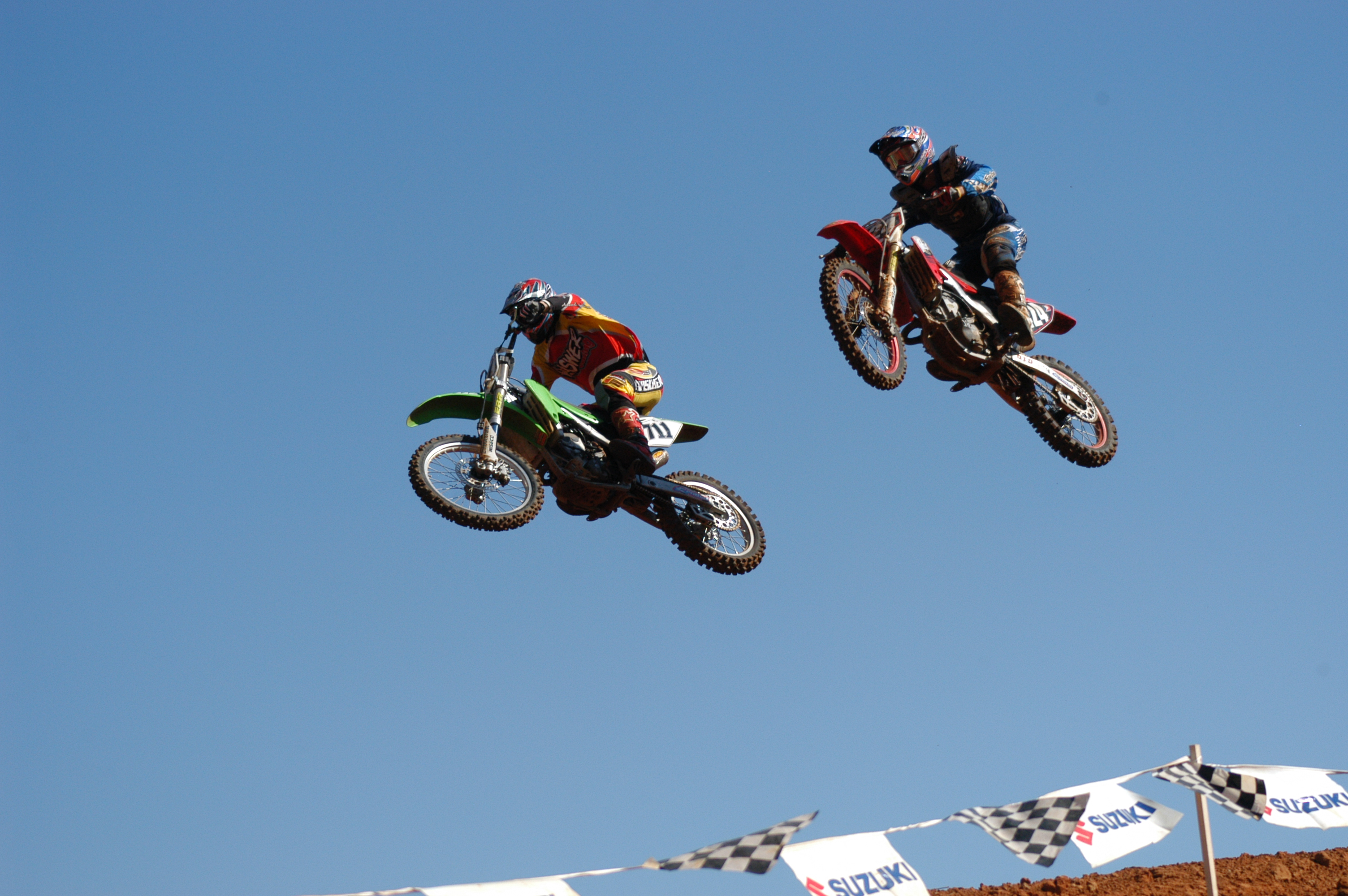
Saltos de motocross

Um dos aspectos menos compreendidos do motocross que os não participantes não conhecem consiste no nível extremo da aptidão física requerido dos concorrentes. Aqueles alheios ao desporto supõem frequentemente que o piloto não está a fazer nada mais árduo do que conduzir um veículo motorizado em torno de um campo, exigindo mais do que dirigindo o carro da família em torno do bloco. Motocross exige muito fisicamente nos braços, no ombro, e nos glúteos. 
Atletas profissionais de motocross precisam se exercitar constantemente para poderem competir em alto nível. São comuns treinos para o ganho de resistência muscular e resistência respiratória, necessários para a prática esportiva em alto nível.
O extremo de controle, força, resistência e reflexo raramente é observado em um piloto que, aparentemente, é camuflado sob uma proteção corporal quase que igualada à dos antigos cavaleiros medievais, com capacete, coletes, luvas, botas, joelheiras, calça com proteção, camisa, protetor de coluna e pescoço, óculos e protetor de nariz. Ou seja: além do grande esforço, o piloto não tem a liberdade para transpirar, reação natural do corpo humano para resfriar a pele e, consequentemente, a corrente sanguínea. Sem esta liberdade de transpirar, a temperatura do corpo sobe e exige ainda mais do piloto. Aos olhos do leigo, o salto é o ápice de uma corrida, porém para o piloto, o salto é o momento de descanso e relaxamento. As curvas e ultrapassagens são os pontos determinantes para um boa corrida.
Observando em detalhe ações de um piloto quando na velocidade em pista revela o por que. Ou devem manter o controle preciso de uma máquina que atravessa o terreno que a maioria de povos teriam a dificuldade e andam transversalmente ao manter tão a elevação de uma relação de velocidade possível. O piloto é montado em uma máquina que pesa pelo quase cem quilos e, em a maioria de nível profissional do elite, tem um motor que produza pelo menos cinqüenta cavalos-força. Os braços e os pés de um piloto estão no movimento constante durante uma prova, lutando pelo controle da motocicleta e absorvendo a energia produzida por aterrizagens de alta velocidade das alturas que excedem frequentemente vinte pés ou das colisões elevadas das pedaleiras, esse trabalho constante entre a motocicleta e o piloto.
A força G é produzida até os limites absolutos da força e da resistência de um piloto. Uma prova de motocross típica dura pelo menos trinta minutos, mais duas voltas. Isso representa a metade de uma hora em que mais rapidamente o piloto o mais violentamente e frequentemente é posto em teste. E não há nenhum pausa. Pelo menos não se um piloto espera ganhar. [Manuais dos fabricantes de motocicleta, AMA, CBM]
O Instituto Nacional da Saúde do Esporte em Englewood, na Califórnia, testou diversos pilotos profissionais de motocross nos anos 1980 como parte de um estudo comparativo da aptidão cardiovascular dos atletas das várias disciplinas. Os atletas da trilha, do futebol americano e do futebol foram testados, entre outros. Os resultados de teste cardíaco, do estresse e da força compilados revelaram que os pilotos de motocross tiveram a elevação de  aptidão física equivalente às demais disciplinas testadas.

## Freestyle
Os Freestyle Motocross (FMX), um desporto relativamente novo, não é corrida e está concentrado apenas em executar manobras acrobáticas enquanto salta de moto de motocross. O vencedor é escolhido por um grupo dos juízes. Os pilotos são pontuados pelo estilo, nível de dificuldade da manobra, melhor uso do percurso e reação dos espectadores também.
Uma manobra executada é o backflip (looping), que foi completamente executada em uma moto 250cc por Carey Hart usando uma rampa especialmente projetada. Logo após, Mike Metzger executou esta manobra usando uma rampa padrão de freestyle e recepção de areia. Mais recentemente, Mike Metzger fez realmente um Backflip sobre o Caesar's Palace Fountains. Alguns consideram o BodyVarial 360° a manobra mais difícil que está sendo executada neste tempo. Esta manobra, chamado também de Carolla, foi executada primeiramente por Chuck Carothers no XGAMES 2004. Antes disso, o Backflip 360°, ou Off-axis Backflip, foi considerada a manobra mais desafiadora. Um outro piloto que está levando o Freestyle a um novo nível é Travis Pastrana. Em 2005, ele executou o primeiro Duplo Backflip (Double backflip) do mundo. Nos XGAMES 2006, Travis executou o primeiro Duplo Backflip do Mundo (em público) - Com isso, ele ganhou medalha de ouro de melhor manobra. E, no Brasil, o piloto mais conhecido que executa o back-flip é o Gilmar Flores (joaninha 99), campeão brasileiro dessa modalidade de motocross freestyle estilo livre.

## Minibikes
O Pitster Pro é um minibike projetado especificamente para competir da Poço-Bicicleta. A mania a mais atrasada é adulto que compete nas motocicletas (50cc) diminutas chamadas minibikes ou Poço-Bicicletas. O conceito da Poço-Bicicleta era originalmente de modo que os pilotos sem redução dos motocross pudessem facilmente navegar os poços, a área designada para o estacionamento, e o ajuste - acima antes de um evento. A mania cresceu de lá, os povos começaram "a hopping acima" das bicicletas e a competi-las uns contra os outros. Estes minibikes baratos projetaram para crianças pequenas são transformados frequentemente para o uso do adulto adicionando umas barras mais altas do punho, melhorando a suspensão, exaustão, plásticos. O outro "hop levanta" inclui os motores 75cc-147cc maiores, furados e frames reforçados. Nenhuma definição padrão de o que constitui uma poço-bicicleta por todas as saídas principais do corpo governando, mas a exigência normal é uns 12” de roda dianteira, e a parte traseira uns 10.
Nenhuma das 5 grandes montadoras (Honda, Yamaha, Suzuki, Kawasaki, e KTM) atualmente a oferta da "poço-bicicletas prontas raça", porém algumas outras companhias estão começando a vender as bicicletas projetadas unicamente para esta finalidade. Estes incluem Pitster Pro, o SDG, e o MX de Sikk. A mania do minibike é predominante no sul da Califórnia, mas está começando levantar-se na popularidade em outras áreas dos Estados Unidos e do mundo. Competir da Poço-bicicleta fez exame de uma volta para minimoto (Supermoto) também, geralmente competindo sobre vai-kart e trilhas apertadas, pequenas do veículo. Os cavaleiros desgastam geralmente uma combinação dos motocross e da engrenagem/couros streetriding.

## Campeões Nacionais

### Maiores vencedores
O piloto catarinense Milton Becker, o Chumbinho, que já conquistou 14 títulos nacionais entre Motocross, Supercross e Ultracross, é o piloto em atividade que tem mais títulos, com 10 conquistas.
A Honda é a marca que tem mais títulos no Motocross, são 52, mas seu primeiro título só foi conquistado em 1981, nove anos após a primeira temporada do Brasileiro de Motocross. E a primeira conquista da Honda veio em dose dupla, nas duas categorias, 125 e 250. E também São Paulo, que é o Estado que mais títulos possui, teve sua primeira conquista em 1983 na categoria 250 e somente em 1987 na categoria 125. Na temporada 2008, a KTM conquistou, com o piloto rondoniense Rodrigo Selhorst, o primeiro título do Brasileiro de Motocross da marca na categoria MX2, antiga 125.
Pedro Bernardo Raymundo, o ‘Moronguinho’, que mora com a família em Garopaba, no litoral catarinense, é o piloto que tem a marca de ter vencido o maior número de títulos em anos consecutivos no Brasileiro de Motocross. Foram seis títulos seguidos na categoria 125 entre os anos de 1980 e 1985. O piloto que tem a segunda melhor marca neste quesito é Milton ‘Chumbinho’ Becker, que venceu por cinco anos seguidos, entre 2004 e 2008, na categoria MX3.
Moronguinho também é o piloto que mais vezes venceu em duas categorias numa mesma temporada. Foram cinco conquistas no mesmo ano, tanto na categoria 125, como na categoria 250. As temporadas que Moronguinho conquistou nas duas categorias no mesmo ano foram em 1976, 1980, 1981, 1982 e 1985.
E a Yamaha não conquista há 18 anos um título na categoria MX1, a principal do Motocross. O último campeonato vencido pela Yamaha nesta categoria foi em 1992, com o piloto catarinense Milton ‘Chumbinho’ Becker, que tinha o apoio da marca naquela temporada. A LEM conquistou em 2009, om o piloto Rodrigo Riffel, o seu primeiro título brasileiro de motocross na categoria 65.
As categorias 125 (atual MX2) e 250 (atual MX1) são as categorias que foram disputadas desde o início do campeonato Brasileiro de Motocross, sendo que as demais categorias, MX3, 85, 65 foram integradas no decorrer dos anos. Em 2007 começou a ser disputada a MXJR. Em 2008 a CRF230, e em 2009 a 50, foi integrada ao campeonato Brasileiro de Motocross Pró.
Já em 2010 aconteceu a criação do Campeonato Brasileiro de Motocross Júnior, com as categorias MX Júnior, MX Feminina, 50A e 50B. Na relação de campeões das categorias 65 e 85, constam neste histórico, por enquanto, somente das temporadas 2006, 2007, 2008 e 2009, enquanto que a 50 somente da temporada 2009, pois são os anos que estas categorias fizeram parte do calendário do Brasileiro de MX profissional.
Depois de várias temporadas onde os pilotos tinham que optar em correr por uma categoria apenas uma categoria, em 2007 a CBM liberou os pilotos da MX2 correrem também na MX1. E por isto um mesmo piloto não vencia nas duas principais categorias desde 1993, quando o paulista Gilberto ‘Nuno’ Narezzi foi campeão Brasileiro na 125 e 250. Somente 14 anos depois, na temporada 2007 é que o goiano Wellington Garcia foi campeão Brasileiro nas categorias MX2 (ex-125) e MX1 (ex-250), repetindo o feito na temporada de 2009, e agora em 2010 o americano Scott Simon também conquistou este feito de ser campeão tanto na MX1, como na MX2 numa mesma temporada.
Os Estados creditados aos pilotos referem-se aos Estados natais de cada um. Como, por exemplo ,o lendário Nivanor Bernardi, que morou por muitos e muitos anos, até falecer, em Campina Grande do Sul, cidade vizinha de Curitiba e que era filiado pelo Paraná. Mas ele nasceu no dia 30 de setembro de 1949, na pequena cidade de Apiúna, em Santa Catarina, e por isto seus títulos foram somados aos do Estado catarinense. E, na temporada de 2008, houve o caso do piloto Rodrigo Selhorst, que correu pelo Paraná, mas que é natural de Rondônia, na região norte do Brasil. Neste ano, o goiano Wellington Garcia correu pelo Estado de Rondônia, mas seus títulos foram creditados para o Estado de Goiás.

### Lista dos campeões Brasileiro demotocrosspor categoria
Campeões categoria 125
- 1973 – André Alves (Yamaha) Portugal Alfena city
- 1974 – Nivanor Bernardi (Yamaha) Santa Catarina
- 1975 – Roberto Boettcher (Yamaha) Goiás
- 1976 – Pedro Bernardo Raymundo (Suzuki) Rio Grande do Sul
- 1977 – Nivanor Bernardi (Yamaha) Santa Catarina
- 1978 – Pedro Bernardo Raymundo (Suzuki) Rio Grande do Sul
- 1979 – Roberto Boettcher (Yamaha) Goiás
- 1980 – Pedro Bernardo Raymundo (Yamaha) Rio Grande do Sul
- 1981 – Pedro Bernardo Raymundo (Honda) Rio Grande do Sul
- 1982 – Pedro Bernardo Raymundo (Honda) Rio Grande do Sul
- 1983 – Pedro Bernardo Raymundo (Honda) Rio Grande do Sul
- 1984 – Pedro Bernardo Raymundo (Honda) Rio Grande do Sul
- 1985 – Pedro Bernardo Raymundo (Honda) Rio Grande do Sul
- 1986 – Rodney Smith (Cagiva) Califórnia
- 1987 – Jorge Negretti (Yamaha) São Paulo
- 1988 – Jorge Negretti (Cagiva) São Paulo
- 1989 – Rogério Nogueira (Honda) São Paulo
- 1990 – Jorge Negretti (Kawasaki) São Paulo
- 1991 – Cássio Roberto Garcia (Honda) Santa Catarina
- 1992 – Gilberto Narezzi Junior "Nuno" (Honda) São Paulo
- 1993 – Gilberto Narezzi Junior  "Nuno" (Honda) São Paulo
- 1994 – Cristiano Lopes (Honda) São Paulo
- 1995 – Milton Becker (Suzuki) Santa Catarina
- 1996 – Gilberto Narezzi Junior  "Nuno" (Honda) São Paulo
- 1997 – Paulo Stedile (Yamaha) Paraná
- 1998 – Massoud Nassar (Suzuki) Minas Gerais
- 1999 – Jorge Balbi Jr. (Yamaha) Minas Gerais
- 2000 – Roosevelt Assunção (Honda) São Paulo
- 2001 – Ismael Pereira Maia (Yamaha) Goiás
- 2002 – Roosevelt Assunção (Honda) São Paulo
- 2003 – Milton Becker (Honda) Santa Catarina
- 2004 – Kristofer Florenzano (Yamaha) Paraná

Campeões categoria MX2
- 2005 – Marcello Lima (Yamaha) São Paulo
- 2006 – Leandro Silva (Honda) Paraná
- 2007 – Wellington Garcia (Honda) Goiás
- 2008 – Rodrigo Selhorst (KTM) Rondônia
- 2009 – Wellington Garcia (Honda) Goiás
- 2010 – Scott Simon (Kawasaki) Califórnia
- 2011 – Jean Carlo Ramos (Honda) Paraná

Campeões categoria 250
- 1973 – Nivanor Bernardi (Yamaha) Santa Catarina
- 1974 – Nivanor Bernardi (Yamaha) Santa Catarina
- 1975 – Roberto Boettcher (Yamaha) Goiás
- 1976 – Pedro Bernardo Raymundo (Suzuki) Rio Grande do Sul
- 1977 – Nivanor Bernardi (Yamaha) Santa Catarina
- 1978 – Nivanor Bernardi (Yamaha) Santa Catarina
- 1979 – Pedro Bernardo Raymundo (Suzuki) Rio Grande do Sul
- 1980 – Pedro Bernardo Raymundo (Yamaha) Rio Grande do Sul
- 1981 – Pedro Bernardo Raymundo (Honda) Rio Grande do Sul
- 1982 – Pedro Bernardo Raymundo (Honda) Rio Grande do Sul
- 1983 – Álvaro Cândido Filho (Honda) São Paulo
- 1984 – Álvaro Cândido Filho (Honda) São Paulo
- 1985 – Pedro Bernardo Raymundo (Honda) Rio Grande do Sul
- 1986 – Rodney Smith (KTM) Califórnia, Estados Unidos
- 1987 – Jorge Negretti (Yamaha) São Paulo
- 1988 – Eduardo Saçaki (Yamaha) Paraná*
- 1989 – Eduardo Saçaki (Kawasaki) Paraná
- 1990 – Jorge Negretti (Kawasaki) São Paulo
- 1991 – Jorge Negretti (Honda) São Paulo
- 1992 – Milton Becker (Yamaha) Santa Catarina
- 1993 – Gilberto Narezzi Junior "Nuno" (Honda) São Paulo
- 1994 – Rogério Nogueira (Honda) São Paulo
- 1995 – Cristiano Lopes (Honda) São Paulo
- 1996 – Rogério Nogueira (Honda) São Paulo
- 1997 – Cristiano Lopes (Honda) São Paulo
- 1998 – Jorge Negretti (Honda) São Paulo
- 1999 – Antony Pocorobba (Suzuki) Califórnia, Estados Unidos
- 2000 – Milton Becker (Honda) Santa Catarina
- 2001 – Milton Becker (Honda) Santa Catarina
- 2002 – Massoud Nassar (Honda) Minas Gerais
- 2003 – Jorge Balbi Jr. (Honda) Minas Gerais
- 2004 – Jorge Balbi Jr. (Honda) Minas Gerais

Campeões categoria MX1
- 2005 – João Paulino da Silva Jr. (Suzuki) Santa Catarina
- 2006 – João Paulino da Silva Jr. (Suzuki) Santa Catarina
- 2007 – Wellington Garcia (Honda) Goiás
- 2008 – João Paulino da Silva Jr. (Kawasaki) Santa Catarina
- 2009 – Wellington Garcia (Honda) Goiás
- 2010 – Scott Simon (Kawasaki) Califórnia, Estados Unidos
- 2011 – Jorge Balbi Jr. (Kawasaki) Minas Gerais
- 2012 – Carlos Campano (Yamaha) Sevilha, Espanha

Campeões categoria MX3
- 1999 – Wellington Valadares (Yamaha) Distrito Federal
- 2000 – Leonardo Muller (Yamaha) Goiás
- 2001 – Marco Müller (Yamaha) Rio Grande do Sul
- 2002 – Cássio Garcia (Honda) Santa Catarina
- 2003 – Cássio Garcia (Honda) Santa Catarina
- 2004 – Milton Becker (Honda) Santa Catarina
- 2005 – Milton Becker (Honda) Santa Catarina
- 2006 – Milton Becker (Honda) Santa Catarina
- 2007 – Milton Becker (Kawasaki) Santa Catarina
- 2008 – Milton Becker (Kawasaki) Santa Catarina
- 2009 – Cristiano Lopes (Honda) São Paulo
- 2010 – Davis Guimarães (Kawasaki) Paraná
- 2011 – Douglas Parise (Kawasaki) Rio Grande do Sul

Campeões categoria 65
- 2006 – Cezar Zamboni (KTM) Mato Grosso
- 2007 – Gustavo Roratto (Kawasaki) Rio Grande do Sul
- 2008 – Kaio Miranda (KTM) São Paulo
- 2009 – Rodrigo Riffel (LEM) Santa Catarina
- 2010 – Kioman Navarro (KTM) Goiás
- 2011 – Enzo Lopes (KTM) Rio Grande do Sul

Campeões categoria 85
- 2006 – Rodrigo Rodrigues (Honda) São Paulo
- 2007 – Hector Assunção (Honda) São Paulo
- 2008 – Rodrigo de Andrade Santos (Honda) Sergipe
- 2009 – Andrews Armstrong (Honda) Paraná
- 2010 – Anderson Amaral (Honda) São Paulo
- 2011 – Gustavo Henn (Kawasaki) Santa Catarina

Campeões categoria MXJR
- 2007 – Jean Carlo Ramos (Kawasaki) Paraná
- 2008 – Thales Vilardi (Honda) São Paulo
- 2009 – Rodrigo Rodrigues (Honda) São Paulo
- 2010 – Marçal Müller (Kawasaki) Rio Grande do Sul

Campeões categoria CRF230
- 2008 – Carlos Eduardo Mendes Franco (Honda) Mato Grosso do Sul
- 2009 – Marcos Roza Moraes (Honda) São Paulo

Campeão categoria 50
- 2009 – Enzo Lopes (KTM) Rio Grande do Sul

Campeão categoria 230 Multimarcas
- 2010 – Carlos Eduardo Mendes Franco (Honda) Mato Grosso do Sul

Campeão categoria 50A
- 2010 – Lucas Torres da Costa (LEM) São Paulo

Campeão categoria 50B
- 2010 – Arthur Piva Todeschini (KTM) Santa Catarina

Campeã categoria MX Feminina
- 2010 – Brunna Bartz (Kawasaki) Paraná

Títulos de campeão nacional por fabricantes
- Honda – 52 Campeonatos
- Yamaha – 24 Campeonatos
- Kawasaki – 13 Campeonatos
- Suzuki – 9 Campeonatos
- KTM – 7 Campeonatos
- Cagiva – 2 Campeonatos
- Lem – 2 Campeonatos

Títulos de campeão nacional de MX por Estados
- São Paulo – 31 títulos
- Santa Catarina – 24 títulos
- Rio Grande do Sul – 18 títulos
- Goiás – 10 títulos
- Paraná – 10 títulos
- Minas Gerais – 5 títulos
- Estrangeiros – 5 títulos
- Mato Grosso do Sul – 2 títulos
- Distrito Federal – 1 título
- Mato Grosso – 1 título
- Rondônia – 1 título
- Sergipe – 1 título
- Paraíba – 1 título*

Títulos de campeão nacional de Motocross por pilotos
14 Campeonatos Brasileiro
- Pedro Bernardo Raymundo (Moronguinho) – Rio Grande do Sul

10 Campeonatos Brasileiro
- Milton Becker (Chumbinho) – Santa Catarina

7 Campeonatos Brasileiro
- Nivanor Bernardi (Touro do Paraná) – Santa Catarina
- Jorge Negretti (Loirinho Maravilha) – São Paulo

4 Campeonatos Brasileiro
- Gilberto Narezzi (Nuno) – São Paulo
- Cristiano Lopes – São Paulo
- Wellington Garcia – Goiás

3 Campeonatos Brasileiro
- Roberto Boettcher (Beto) – Goiás
- Jorge Balbi Jr. (Jorginho) – Minas Gerais
- Rogério Nogueira – São Paulo
- Cássio Garcia (Espetacular) – Santa Catarina
- João Paulino da Silva Jr. (Marronzinho) – Santa Catarina

## Controladores Mundiais
O esporte é governado mundialmente pela Federação Internacional de Motociclismo, com federações em muitas nações.
- Canadá - CMRC/motocicleta canadense Association/LDRMC
- França - FFM
- Irlanda - MCUI (que cobrem o console inteiro)
- África do Sul - MSA
- Suécia - SVEMO
- Reino Unido - A união do ciclomotor, com outros corpos (unconnected) separados gosta do AMCA, do ORPA, do BSMA, e do YSMA.
- Estados Unidos - Associação Americana de Motociclismo

## Fabricantes
- Honda
- Kawasaki
- KTM
- Suzuki
- Yamaha

Os acima são os cinco principais fabricantes, dominantes da maioria dos mercados, os fabricantes abaixo comandam uma parte de mercado menor
- Aprilla (Itália)
- Gas gas (Espanha)
- Husaberg (Suécia)
- Husqvarna (Itália e Suécia)
- TM (Itália)
- Vertemati (Itália)
- VOR (Itália)
- Specialized (Estados Unidos)

## Pilotos famosos demotocross
- Antonio Cairoli, Itália
- Carey Hart, Estados Unidos
- Heikki Mikkola, Finlândia
- Jeff Ward, Estados Unidos
- Jeremy McGrath, Estados Unidos
- Joël Robert, Bélgica
- Massoud Nassar Neto, Brasil
- Ricky Carmichael, Estados Unidos
- Stefan Everts, Bélgica
- Torsten Hallman, Suécia
- Travis Pastrana, Estados Unidos